# 윌리엄스버그 (브루클린)

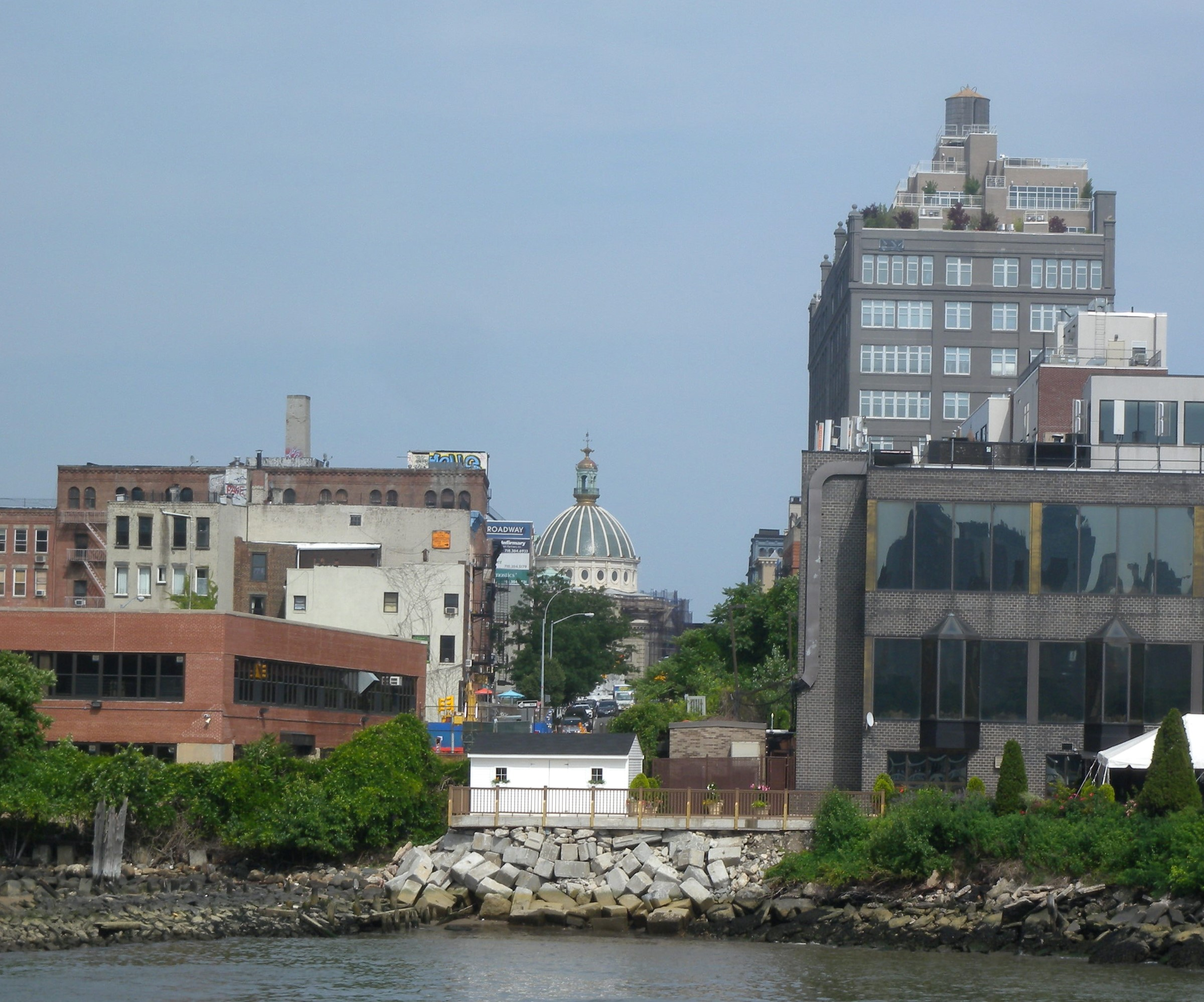
윌리엄스버그

윌리엄스버그(Williamsburg)는 브루클린의 한 지역이다. 윌리엄스버그란 명칭은 미국 독립 전쟁 당시 군대에서 복무했던 기술자 조너선 윌리엄스(Jonathan Williams, 1750.5.20 ~ 1815.5.16)에서 유래하였다.